# Стадіон Руху (Хожув)
«Стадіон Руху Хожув» (пол. «Stadion Ruchu Chorzów») — багатофункціональний стадіон у місті Хожув, Польща, домашня арена однойменного футбольного клубу.
Стадіон відкритий 1935 року. Арена мала місткість 40 000 глядачів і була найсучаснішою у Польщі. У 1937 році було споруджено головну трибуну під дахом без опорних стійок. Після Другої світової війни стадіон зазнав незначної реконструкції для можливості проведення футбольних матчів. Капітальну реконструкцію було здійснено у 1961 році, в результаті чого потужність арени збільшено до 41 000 глядачів. У 1968 році встановлено систему освітлення. 1993 року на головній трибуні встановлено окремі крісла. У 2002 році кількість місць була збільшена на 1 700 осіб. Облаштовано новий вхід та каси. 2004 року місткість стадіону зменшено до 7 500 глядачів. У 2009 році встановлено систему підігріву поля, а місткість трибун збільшено до 9 300 глядачів. На стадіоні встановлений історичний хронометр швейцарської компанії «Омега», який є символом арени. Годинник встановлений на стадіоні ще з часу його відкриття, однак після кожної реконструкції змінював розташування. Нині він встановлений над головною трибуною. 
У 2012 році було заплановано здійснити капітальну реконструкцію арени зі збільшенням потужності глядацьких трибун до 18 000 глядачів, однак місткість стадіону не було збільшено, а розширення арени заплановано на майбутнє. Було здійснено перший етап реконструкції, в результаті якого глядацькі місця переміщено ближче до ігрового поля.